# Harcerski Klub Łączności
Harcerski Klub Łączności (HKŁ) – rodzaj specjalistycznej jednostki, działającej w Związku Harcerstwa Polskiego, realizującej program harcerski, wzbogacony elementami techniki i łączności.
Harcerskie Kluby Łączności zajmujące się krótkofalarstwem mają przyznane przez UKE krótkofalarskie znaki wywoławcze, co uprawnia je do prowadzenia łączności na amatorskich częstotliwościach radiowych.
Międzynarodowy znak wywoławczy stacji harcerskiej w Polsce, co do zasady składa się z prefiksu kraju (SP), numeru okręgu, oraz zwyczajowo litery Z po numerze okręgu i dwóch dowolnych liter, np. SP7ZKV.
Oficjalną stacją klubową Związku Harcerstwa Polskiego jest mieszczący się w Głównej Kwaterze Centralny Harcerski Klub Łączności, stacja o znaku wywoławczym SP5ZHP.
Harcerskie Kluby Łączności występują także w ramach sekcji radiowej Związku Harcerstwa Rzeczypospolitej. ZHR przewiduje także odznaczenia "Radiooperatora ZHR" w stopniach: brązowym, srebrnym, oraz złotym.